# Kasiya
Kasiya o també Kiššiya era una ciutat hitita a la part oriental del regne, de situació no coneguda però sens dubte propera a la frontera amb el regne d'Arawanna segurament un vassall del regne hurrita de Mitanni.
Els habitants d'Arawanna van atacar la comarca en temps de Mursilis II cap als anys 1320/1310 aC. Mursilis va sotmetre el regne d'Arawanna, emportant-se tres mil cinc-cents captius, més tot el que van aconseguir els combatents, que van carregar als seus carros de guerra, vaques ovelles i tresors.